# 午後の紅茶
午後の紅茶（ごごのこうちゃ）は、キリンビバレッジ（発売当初は麒麟麦酒）が1986年から販売している紅茶飲料。午後ティーの愛称で親しまれている。現在は様々な種類がある。
使用茶葉はセイロンティーで、年間で約2,000トンをスリランカから輸入している。日本の紅茶葉輸入総量の50パーセントがスリランカからのもので、そのうち約24パーセントが「午後の紅茶」に使用される。
海外にも進出しており、2001年より順次中国語圏（中国、台湾など）で「午後の紅茶/午后红茶」（日本語・中国語の並列表記）の商品名で販売されている。更に2009年3月より「午後の紅茶 Tea Break」の商品名でタイでも販売を開始した。

## 由来・パッケージ

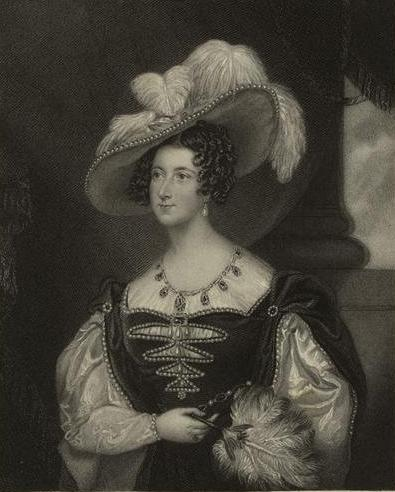
ベッドフォード公爵夫人アンナ・マリア・ラッセル

商品名である「午後の紅茶」は、イギリスの大貴族の第7代ベッドフォード公爵フランシス・ラッセル夫人アンナ・マリア・ラッセルが始めたと伝わるイギリスの習慣「アフタヌーンティー」を直訳したものである。「日本にも紅茶の本場英国の習慣を根付かせたい」という願いから午後の紅茶のパッケージにはアンナ・マリア・ラッセルの姿が描かれている。なお、キリンは「午後の紅茶」というネーミングの考案者は不明だとしつつも、「午後ティー」の愛称は1990年ごろから広まったとしている。また、2008年4月のリニューアルを機に、レギュラーシリーズ3種類の1.5Lペットボトルに「ペコロジーボトル」を採用。簡単に潰せる同ボトルの採用で、軽量化・省資源・分別回収促進など環境負荷の軽減を見込む。なお、2010年3月発売の「ストレートプラス」の1.5Lペットボトルにも同様に「ペコロジーボトル」を採用。2010年6月発売の「無糖プレーンティー」、2011年3月発売の「おいしい無糖」は「生茶」で採用されている2L用の「NEWペコロジーボトル」を採用している。2022年にはラベルレス商品が発売された。

## 歴史

### 誕生とヒット
麒麟麦酒は1984年、甘みが強い缶紅茶「ウィティ」を発売するが、売り上げは低迷する。これを踏まえ、甘さを控えた「午後の紅茶」を1986年10月13日に発売、その後キリンレモンや生茶などとともにキリンビバレッジを代表する主力商品となった。
紅茶は冷めると白濁するため、ペットボトル容器は使われてこなかったが、キリンビバレッジの前身である麒麟麦酒清涼飲料事業部は、「クリアアイスティー製法」でこれを克服し、日本初の（1.5リットル）ペットボトル入りの「午後の紅茶 ストレートティ」を発売する。1988年に缶入りとミルクティーを、1989年にはレモンティーを発売し、レギュラーシリーズ3種類が出揃った。
初期は1.5Lペットボトルでの販売だったが、1996年には500mlのペットボトルが採用され、のちに定番となった。

### 2000年代：低迷
2000年代は甘くない飲料の人気の高まりといった複数の要因により、本製品は低迷期に入った。パッケージデザインをアンナから天使の羽やバラの花に変更していたのもこのころだが、後にアンナのパッケージに戻された。一方、オードリー・ヘップバーンやCHARAを起用した広告宣伝、および「オードリー・ヘップバーン基金」への寄付を組み合わせたキャンペーンといった話題作りも行っていた。
その後、2003年より味のリニューアルをおこなうなど、課題解決に動いていた。また、ストレートティーのカロリーの低さやレモンティーに着色料が使われていない点に着目し、健康的な飲料として訴求した。さらに、当時人気のあったアイドル・松浦亜弥を起用したテレビCM「あややアイスティー」を展開したことで、お茶のように飲めるイメージが喚起され、販売数量の上昇につながった。同時期にはティーソーダを主力とした派生ブランド「G.G.Tea」が展開された。この製品について、ライターの久須美雅士は発売後にAllaboutへ寄せた記事の中で、従来のティーソーダは炭酸の苦みばかりが強かったが、オレンジ果汁が入っている分、炭酸の苦みがほとんどないと評価している。また久須美は味やパッケージデザインに加え、CMにアメリカの女性歌手ブリトニー・スピアーズが起用されている点から、女性がメインターゲットではないかと分析している。

### 2010年：エスプレッソティーでの成功
新たな成長の起爆剤となる商品開発を急ぐ中、キリンのマーケティング部門は飲料市場全体を洗い直した。彼らは紅茶は間口が広い半面コーヒーや他の茶系飲料のように奥行きに欠けることに気づき、缶コーヒーと近いカテゴリの製品が新たな顧客の獲得につながるという仮説を立てる。また、缶コーヒーの愛好者は一日に何本も飲む半面、複数のブランドの中から気分に合わせて選択したり、ブランドにこだわることなく購入する者が多かった。本製品のマーケットはかなり大きいため、そのうちの1本を選んでもらうだけでも効果は大きいと見込まれた。新商品のプロジェクトの推進役には長年「FIRE」などの缶コーヒーにかかわってきた者が起用された。苦悩の末、彼は紅茶の茶葉をエスプレッソで抽出する方法を思い立った。こうして、午後の紅茶は2010年2月に発売されたエスプレッソティーで成功をおさめ、他社からも競合製品が出るようになった。

### 2011年～：「おいしい無糖」での成功
2011年に発売された「午後の紅茶 おいしい無糖」では、「紅茶は甘い菓子と楽しむ」というイメージを覆すため、緑茶などほかの無糖茶と同様に食事に合う味覚に設計し、かつおにぎりをはじめ日本でなじみのある食事との組み合わせでの訴求が功を奏し、発売された年には過去最高出荷箱数を達成した。最終的にこのカテゴリはストレート、レモン、ミルクに次ぐ第4の定番商品となった。
一方、2016年のマーケティングでは訴求対象となる飲食物を拡大しすぎた結果、焦点がぼやけ、新規層の獲得には至らなかった。そこで、2018年のマーケティングでは働き盛りの男性の食事に向けて訴求し、SNSをはじめとするデジタル広告の比率を上げたことで男性たちを引き付けることに成功した。

### 2016年：ダイドードリンコとの業務提携
2016年1月には、ダイドードリンコ株式会社との間で自動販売機の相互製品販売に関する業務提携が締結され、その一環として、同年4月から「午後の紅茶」のミルクティーとレモンティーの各280mlペットボトルをダイドードリンコが管理運営する自動販売機でも販売を開始。その後、同年秋の入れ替えによりホット製品の「あたたかいミルクティー」「あたたかいストレートティー」（各280ml入り）となり、2017年3月の入れ替えにより再度ミルクティーの280mlペットボトルを販売。同年9月からは当日にリニューアルされたホット製品の「あたたかいミルクティー」「あたたかいレモンティー」（各280ml入り）に入れ替えられた（「あたたかいミルクティー」は半年ぶりに再投入、「あたたかいレモンティー」は初投入）。これにより、ダイドードリンコが自社で販売していた紅茶ブランド「Ti-Ha（ティーハ）」が「午後の紅茶」へ統合され、販売を終了している。
2016年12月27日に、紅茶飲料カテゴリーでは史上初となる年間販売数量5,000万ケース突破を発表した。
2017年には、「午後の紅茶」を他の飲料とブレンドするなどして提供する期間限定店舗「Milk.Black.Lemon.By GOGO NO KOCHA」を東京都渋谷区に開設。5月5日を「午後の紅茶の日」とした販促も展開している。

### 2019年～2020年代前半：「甘くない」から「微糖」へ
キリンは無糖紅茶で成功を収めてきた一方、微糖紅茶にも力を入れるようになった。2019年には「ザ・マイスターズ ミルクティー」が発売された。「マイスターズ ミルクティー」はタレント・深田恭子を起用したテレビCM「紅茶派。」の人気も相まって、2019年7月時点で150万箱を突破するなど好調な売れ行きを記録した。また、既存製品の「午後の紅茶 ミルクティー」の購買層の中心が男性である一方、「マイスターズ ミルクティー」は30代～40代女性を中心にリピート率が高く、購買層のすみわけにも成功した。2020年には「ザ・マイスターズ オレンジティー」が発売された。当初、「ザ・マイスターズ オレンジティー」を出した後にピーチやアップルなど1種類の果物を配合した商品を出すことも考えられたが、その果物が好きな人にしか受け入れられないため、ミックスフルーツを配合する方針に切り替えられた。また、開発にはキリンの別商品「トロピカーナ」のノウハウも応用された。こうして、2021年には「オレンジティー」と入れ替える形で「ザ・マイスターズ フルーツティー」が発売された。同時期他社からもミックスフルーツを配合した有糖紅茶が発売されており、競合の可能性はないものの、フルーツティーが注目されていることの証明となった。
2023年は年間販売数量5,000万ケースを突破した一方、夏場の売り上げ低迷が課題として残った。この時期はスポーツドリンクや炭酸飲料など他の清涼飲料水の人気が高く、キ紅茶は温かい飲み物としてのイメージが強く夏の飲み物として認識されていないのではないかとキリンは分析した。また、ペットボトル入りコーヒー飲料の人気も紅茶にとっては脅威だった。そこで、キリンは2023年夏に本製品のリニューアルを行った他、キッチンカーによる販促活動を展開した。

### 他企業とのコラボレーション
本製品は様々な企業とコラボレーションをしている。
2020年には銀座コージーコーナーから「チーズスフレ(午後の紅茶 レモンティー)」が発売された。2021年には森永製菓から本製品をモチーフとした複数の菓子が発売された。

## 種類

### ペットボトル・缶

#### レギュラーシリーズ
発売当初からある製品群で、同社では主力商品として位置づけられている。3アイテム共通で185g缶・250ml LLスリム紙パック・280mlペットボトル・500mlペットボトル・1.5Lペットボトルの5サイズを設定する。
2021年8月には、ストレートティーの250ml紙パックがリニューアルされ、使用する茶葉がスリランカ産100%となり、そのうちの90%以上が持続可能な農業認証制度であるレインフォレスト・アライアンス認証を取得した農園の茶葉を使用していることから、「午後の紅茶」で初となるレインフォレスト・アライアンス認証マーク付となった。
2023年6月にリニューアルされ、パッケージデザインの変更に加え、ミルクティーは中身も改良された。同年9月には280ml温冷兼用ペットボトルもパッケージデザインを変更してリニューアルされた。
種類はストレートティー、ミルクティー、レモンティーの3種類がある。

##### ホット製品
2001年より、レギュラーシリーズについては、寒候期にホット製品が設定されている。サイズラインナップは3アイテム共に400ml加温ペットボトルが設定される。なお、かつては280mlペットボトルも設定されていたが、ストレートティーとレモンティーは2021年9月に、ミルクティーも2022年9月に既存の280mlペットボトルを温冷兼用に切り替えたことにより、400mlのみの設定となった。2023年4月をもって全製品の出荷を終了したが、2023年9月にパッケージデザインの変更を行うリニューアルを行った上で出荷・発売を再開した。
レギュラーシリーズ同様、ストレートティー、ミルクティー、レモンティーの3種類がある。

#### おいしい無糖
おいしい無糖
2011年3月発売・同年10月・2012年3月・2013年2月・2014年2月・2015年3月・2016年2月・2017年4月・2018年4月・2019年6月・2020年6月・2022年5月・2023年9月改良、500mlペットボトル・555mlペットボトル・600mlペットボトル・2Lペットボトル
無糖タイプのストレートティー。「無糖プレーンティー」の後継商品で、前身製品同様に2Lペットボトルが設定されている。2012年3月の改良時に小容量の280mlペットボトルを、2013年2月の改良時に缶入りの185gが順次追加された。2016年2月の改良時にこれまで設定されていた280mlペットボトルが廃止され、500mlペットボトルは従来からの手売り用に加え、形状を変更し、価格を手売り用よりも4円安くした自動販売機用が設定された。2019年6月の改良では自動販売機用を430mlに減容され、新たにコンビニエンスストア専売サイズとして600mlペットボトルが追加設定された。2020年6月の改良ではパッケージデザインが変更され、自動販売機用が555mlに増量された。2022年5月の改良ではペットボトルのみ行われ、ECサイト限定で500mlと2Lのラベルレス（ケース販売のみ）を追加。185g缶はリニューアルを受けずに2022年9月をもって出荷終了となった。2023年9月の改良では中身・パッケージデザイン共に変更された。
おいしい無糖 ミルクティー
2023年3月発売・同年9月改良、500mlペットボトル
ブランド初の無糖ミルクティー。本製品の発売により、「おいしい無糖」シリーズがレギュラーシリーズと同じストレート・ミルク・レモンの3種体制となった。2023年9月の改良ではパッケージデザインが変更された。
「DIMEトレンド大賞2023」食品部門賞を受賞した。
おいしい無糖 香るレモン（2021年9月発売・2022年3月・2023年9月改良、500mlペットボトル・600mlペットボトル）
「おいしい無糖」にレモンエキスを加えたレモンフレーバーの無糖紅茶（無果汁）で、2020年9月よりセブン&アイ・ホールディングスのグループ店舗限定品として発売されていた「おいしい無糖 レモン」の後継製品である。その際、コンビニエンスストア限定の600mlに加え、全業態向けの500mlが追加され、2容量となった。2022年3月の改良ではパッケージデザインが変更された。2023年9月の改良では中身・パッケージデザイン共に変更された。
おいしい無糖 ジャスミン（2022年6月発売・2023年6月改良、600mlペットボトル）
セブン&アイ・ホールディングスのグループ店舗限定。発売当初は400gボトル缶で2023年2月をもって一度出荷を終了していたが、2023年6月に容量を600mlに増量、容器をペットボトルに変更して再発売された。

#### その他
| 商品名                                               | 販売時期                                                        | 容量                                 | 備考 | 注            |
| ---------------------------------------------------- | --------------------------------------------------------------- | ------------------------------------ | --- | ------------- |
| 芳醇ロイヤルミルクティー                             | 2015年9月発売                                                   | 280g缶                               | | [ 35 ]        |
| エスプレッソ ティーラテ                              | 2016年10月発売・2017年10月リニューアル、2024年3月を以て出荷終了 | 250gボトル缶                         | 以前発売されていた「エスプレッソティー」の実質的な後継製品で、内容量を250gに増量して広口ボトル缶に変更。また、発売30周年を記念した製品でもあったため、キャップ天面に記念ロゴが配されていた。本製品は温冷兼用となっている。 | [ 36 ] [ 37 ] |
| リフレッシュオレンジティー                           | 2020年4月発売                                                   | 430mlペットボトル                    | バレンシアオレンジ果汁を使用したフルーツティー（果汁0.1%）。自動販売機限定。 | [ 38 ]        |
| エスプレッソティー 微糖                              | 2021年3月発売、2024年3月を以て出荷終了                          | 185g缶                               | ミルク入り。「エスプレッソティー」の後継品。正面左上に35周年記念アイコンも配されている。 | [ 39 ]        |
| for HAPPINESS 熊本県産いちごティー                   | 2021年6月発売・2022年6月改良・2023年6月改良                     | 280mlペットボトル・500mlペットボトル | 国内復興応援プロジェクト「午後ティーHAPPINESSプロジェクト」の一環として、復興応援先の国産素材を活用した新シリーズ「for HAPPINESS」の第1弾。使用する紅茶葉の5%を熊本県産とし、熊本県産いちご「ゆうべに」の果汁（果汁0.1%）を使用したフルーツティー。売上1本につき3.9円が寄付され、熊本県の復興支援や地域活性化のために活用される（寄付は第2弾以降も継続、第3弾で初設定された280mlペットボトルは売上1本につき2.2円を寄付）。数量限定発売 2021年12月に出荷を終了したのち、2022年6月に同プロジェクトの第2弾としてボトル形状を太丸型に変更してリニューアルの上で再発売し、2023年1月まで出荷された。 2023年4月に同プロジェクトの第3弾として自動販売機限定サイズの280mlペットボトルが先行で発売され、同年6月に500mlペットボトルの中身とパッケージデザインを変更したうえでもう一度発売された。 | [ 40 ]        |
| ミルクティープラス【機能性表示食品】                 | 2021年10月発売                                                  | 430mlペットボトル                    | 「午後の紅茶」初の機能性表示食品で、キリングループの独自素材「プラズマ乳酸菌」を配合した。紅茶飲料の機能性表示食品で免疫機能をうたうのも日本初となる。 | [ 41 ]        |
| アップルティープラス【機能性表示食品】               | 2022年5月発売・2023年4月改良                                    | 430mlペットボトル                    | 2019年よりキリングループと資本業務提携を結んでいるファンケルとの共同開発品で、ガラクトオリゴ糖を機能性関与成分として配合したフルーツティー（果汁0.4%）。2023年4月のリニューアルはパッケージデザインが変更された。 | [ 42 ]        |
| キャラメルティーラテ                                 | 2022年9月発売・2023年9月改良                                    | 185g缶・400ml加温ペットボトル        | 発売当初は期間限定品の「キャラメルミルクティー ホット」として発売され、2023年4月に出荷を終了したが、2023年9月に製品名とパッケージデザインを変更してリニューアルされ、出荷・発売を再開。当初は従来品同様にホット専用の400ml加温ペットボトルのみだったが、その翌週に温冷兼用の185g缶が追加発売された。 | [ 43 ]        |
| カフェインゼロ ピーチティー                          | 2022年9月発売                                                   | 430mlペットボトル                    | スペイン産ピーチ果汁を1%使用したカフェインゼロタイプのフルーツティー。 | [ 44 ]        |
| TEA SELECTION ハーモニーティー                       | 2023年9月発売                                                   | 400ml加温ペットボトル                | 「TEA SELECTION」の第2弾となり、3種の果実（もも、ぶどう、いちご）から抽出されたフルーツエキスを加えたホット専用無糖紅茶（無果汁）。期間限定品 | [ 43 ]        |
| 季節のご褒美 FRUITS TEA グレープ                     | 2022年9月発売・2023年10月改良                                   | 500mlペットボトル                    | 長野県産巨峰の果汁を使用したフルーツティー（果汁0.5%）。2022年12月に一度出荷を終了したが、2023年10月に中身とパッケージデザインの変更を行う改良を行ったうえで出荷・発売を再開した。数量限定品。 | [ 45 ]        |
| TEA SELECTION ザ ミルクティー イングリッシュブレンド | 2023年10月発売                                                  | 500mlペットボトル                    | 「TEA SELECTION」の第3弾で、レギュラーシリーズの「ミルクティー」よりも多くの茶葉を使用したミルクティー。期間限定品。 | [ 46 ]        |
| TEA SELECTION サマーブレンドアイスティー             | 2024年7月～                                                     | 500mlペットボトル                    | | [ 47 ]        |

### 現在は販売されていないもの

#### ペットボトル・缶
（容量は特に記載がない場合、ペットボトルのもの）
| 商品名                                                  | 販売時期 | 容量                          | 備考 | 注                |
| ------------------------------------------------------- | --- | ----------------------------- | --- | ----------------- |
| プレーンティー                                          | 1990年 | 340ml缶                       | のちに「午後の紅茶 おいしい無糖」へと継承された | [ 31 ] [ 注釈 4 ] |
| ダージリン                                              | 1991年 | 340ml缶                       | |                   |
| ダージリンミルクティー                                  | 1991年 | 190g缶                        | | [ 49 ]            |
| アップルミルクティー                                    | 1991年 | 340ml缶                       | |                   |
| ファインエステート                                      | 1992年 |                               | |                   |
| バニラミルクティー                                      | 1992年 |                               | |                   |
| ロイヤル                                                | 1996・1998・2001〜2005年発売                                                                                | 250ml缶・280ml缶・500ml       | 秋冬限定のミルクティー | [ 50 ] [ 51 ]     |
| ノンシュガーストレートティー                            | 1998年4月                                                                                                   | 500ml                         | エリスリトールとステビアを配合した微糖タイプのストレートティーで、沖縄県では発売されていない | [ 52 ]            |
| 無糖＜クリアストレート＞                                | 1999年2月                                                                                                   | 250ml缶・340ml缶・500ml・1.5L | 1000mlパックは業務用商品として販売を継続していた。現行製品の「おいしい無糖」が実質的な後継製品となる。 | [ 48 ]            |
| クリームミルクティー                                    | 1999年2月                                                                                                   | 280ml缶                       | | [ 53 ]            |
| 薫るアールグレイ                                        | 2000年4月                                                                                                   | 280ml缶・350ml                | | [ 54 ]            |
| ロイヤルホワイトティー                                  | 2000年10月                                                                                                  | 250ml缶・280ml缶・350ml       | | [ 9 ]             |
| ベビーリーフ ももストレートティー                       | 2001年4月                                                                                                   | 280ml缶・350ml                | | [ 6 ] [ 55 ]      |
| ベビーリーフ りんごミルクティー                         | 2001年4月                                                                                                   | 280ml缶・350ml                | | [ 55 ]            |
| ホットティー                                            | 2001年11月                                                                                                  | 300ml                         | 午後の紅茶史上初のホット飲料 | [ 31 ]            |
| ジャスミンミルクティー                                  | 2002年4月                                                                                                   | 500ml                         | | [ 56 ]            |
| グレープフルーツ紅茶                                    | 2002年4月                                                                                                   | 410gボトル缶                  | | [ 57 ]            |
| ブルーローズ                                            | 2002年6月発売                                                                                               | 500ml                         | アールグレイをベースにオレンジフラワーを配合 | [ 58 ]            |
| レモンとハニー                                          | 2002年9月発売                                                                                               | 280ml                         | ホットのみ。 | [ 59 ]            |
| G.G.Tea ソプラノ・ピーチ                                | 2003年4月                                                                                                   | 410gボトル缶                  | ピーチ果汁を配合した紅茶飲料 | [ 60 ]            |
| G.G.Tea ティ・ソーダ                                    | 2003年4月                                                                                                   | 410gボトル缶                  | 炭酸紅茶飲料 | [ 60 ]            |
| ブラックティー                                          | 2003年6月                                                                                                   | 500ml                         | |                   |
| 3時の紅茶 マロン・クリームティー                        | 2004年4月                                                                                                   | 280ml                         | | [ 61 ]            |
| 食べ茶                                                  | 2004年5月                                                                                                   | 500ml                         | 新宿中村屋と共同開発した。 | [ 62 ]            |
| クリームティー                                          | 2004年9月                                                                                                   | 190gボトル缶                  | キリンビバレッジが推進していた飲料プロジェクト「NEXT QUALITY PROJECT」の第2弾商品。 | [ 63 ]            |
| ロイヤルワインレッド                                    | 2005年4月                                                                                                   | 500ml                         | ゴールデンチップ茶葉を使用し、「ルフナ」に赤ワインの香りを着香させた。 | [ 64 ]            |
| アイスレモン                                            | 2005年5月発売                                                                                               | 500ml                         | |                   |
| ゆず紅茶                                                | 2005年12月発売                                                                                              | 280ml                         | ホットのみ。 |                   |
| アジアンストレート〈無糖〉                              | 2008年7月発売・2009年6月リニューアル                                                                        | 500ml                         | 「無糖プレーンティー」へ継承の為、2010年6月で製造終了。 | [ 65 ] [ 66 ]     |
| 茶葉2倍ミルクティー                                     | 2008年9月発売・2009年9月リニューアル・2010年9月リニューアル                                                 | 280ml缶・460ml                | 「ロイヤル」の流れを汲む、「茶葉2倍ミルクティー <ウバ100%>」の後継商品。2011年9月のリニューアルに伴い、「パンジェンシー 茶葉2倍ミルクティー」へ継承。 | [ 67 ]            |
| 果汁50%の午後の紅茶                                     | 2009年4月21日～7月                                                                                          | 500ml                         | TBS系列の情報バラエティ番組「王様のブランチ」とのコラボレーション商品 | [ 68 ]            |
| ストレート プラス                                       | 2009年6月～2013年4月                                                                                        | 350ml・1.5L                   | シリーズ初（キリンビバレッジとしては「サプリ」に続いて2品目）の特定保健用食品。難消化性デキストリン含有。2010年3月に1.5Lの大容量サイズを追加。 | [ 69 ]            |
| パティシエ アップルダージリン・オレ                     | 2009年10月～2010年4月                                                                                       | 500ml                         | | [ 70 ]            |
| ティースパークリング                                    | 2009年12月発売                                                                                              | 410ml                         | 微炭酸タイプの炭酸紅茶飲料 | [ 71 ]            |
| ヘルシーミルクティー                                    | 2010年3月発売・2011年2月リニューアル                                                                        | 500ml                         | 「微糖ミルクティー（ペットボトル製品）」の実質的な後継製品。2011年8月で製造終了。2012年に後継製品である「ヘルシーミルクティー やすらぐアールグレイ」が発売された。 | [ 72 ]            |
| シトラスアイスティー                                    | 2010年4月～9月                                                                                              | 500ml                         | | [ 73 ]            |
| 無糖プレーンティー                                      | 2010年6月～2011年3月                                                                                        | 500ml・2L                     | 500mlの他に、紅茶飲料では初めて2Lも設定された。「おいしい無糖」へ継承。 | [ 74 ]            |
| アップル・ヌーヴォー スパークリング                     | 2010年11月～2011年1月・2011年11月リニューアル～2012年1月                                                    | 500ml                         | 期間限定品 | [ 75 ] [ 76 ]     |
| ザ・パンジェンシー 茶葉2倍ミルクティー                  | 2011年9月発売・2012年9月・2013年11月リニューアル                                                            | 280g缶・460mlペットボトル     | 従来発売していた「茶葉2倍ミルクティー」のリニューアル品。280g缶は2013年4月、460mlペットボトルは2020年3月順次製造終了。 | [ 77 ] [ 78 ]     |
| ヘルシーミルクティー やすらぐアールグレイ               | 2012年2月発売                                                                                               | 500ml                         | 2011年8月まで製造されていた「ヘルシーミルクティー」のリニューアル品。「こだわり素材のヘルシーミルクティー」発売に伴い、2015年6月製造終了。 | [ 79 ]            |
| ヨーロピアンスタイル ローズ&ベルガモット                | 2012年6月～9月                                                                                              | 500mll                        | ディンブラ茶葉（90%）に、ローズとベルガモットを配合 | [ 80 ]            |
| ヨーロピアンスタイル ベリー&オレンジ                    | 2012年6月～9月                                                                                              | 500mll                        | ダージリン茶葉（10%）に、ベリーとオレンジを配合 | [ 80 ]            |
| ヨーロピアンスタイル Winter Special アップル&ジンジャー | 2012年11月～2013年2月                                                                                       | 500ml                         | パッケージはディズニーのキャラクターの一つである白雪姫があしらわれている。 | [ 81 ]            |
| ヨーロピアンスタイル サクラ&ピーチ                      | 2013年2月～4月                                                                                              | 500ml                         | 季節限定品。 | [ 82 ]            |
| 贅沢ストレートティー                                    | 2013年4月                                                                                                   | 280g缶                        | | [ 83 ]            |
| 贅沢レモンティー                                        | 2013年4月                                                                                                   | 280g缶                        | | [ 83 ]            |
| 贅沢ミルクティー                                        | 2013年4月                                                                                                   | 280g缶                        | | [ 83 ]            |
| ヨーロピアンスタイル サマークーラー                     | 2013年7月～9月                                                                                              | 500ml                         | 柑橘系とミントを合わせた季節限定品 | [ 84 ]            |
| HAPPINESS! オレンジ&ハニー                              | 2013年9月発売・2014年4月リニューアル、2015年2月製造終了                                                     | 500ml                         | 2014年4月のリニューアル時に「オレンジ&パイン」からフレーバー名を変更した。 |                   |
| HAPPINESS! ピーチ&ラズベリー                            | 2013年9月発売・2014年4月リニューアル、2015年4月製造終了                                                     | 280ml・500ml                  | 2014年4月のリニューアル時に小容量の280mlペットボトルを追加した。 |                   |
| HAPPINESS! アセロラ&ハイビスカス                        | 2014年8月～10月                                                                                             | 500ml                         | 夏季限定で、2種類のラベルデザインが設定されていた。 |                   |
| HAPPINESS! アップル&マンゴー                            | 2014年10月～2015年1月                                                                                       | 500ml                         | 「ヨーロピアンスタイル Winter Special アップル&ジンジャー」同様、白雪姫がデザインされており、2種類のラベルデザインが設定される。 | [ 85 ]            |
| HAPPINESS! ピーチ&ラズベリー<ホット>                    | 2014年10月～2015年3月                                                                                       | 280ml加温ペットボトル         | 「HAPPINESS! ピーチ&ラズベリー」のホット仕様品。 | [ 85 ]            |
| アップルティーソーダ 赤リンゴ&青リンゴ                  | 2014年12月発売・2015年10月リニューアル・2016年12月リニューアル・2017年11月リニューアル、2018年1月製造終了。 | 500ml                         | 紅茶炭酸飲料で、発売当初は「アップルティーソーダ」として発売。本品はキリンビバレッジがオフィシャルスポンサーとなっている東京ディズニーランド・東京ディズニーシーの施設で提供されている「キリン アップルティーソーダ」をベースに、ペットボトル用にアレンジされた製品である。2014年12月に期間限定品として発売された。 2015年10月に期間限定で再発売（この時はディズニーキャラクターが描かれない通常仕様の小容量265mlペットボトルも設定された。500mlペットボトルは2015年12月に、265mlペットボトルは2016年2月に順次製造終了）。2016年12月にパッケージデザインをリニューアルし、500mlペットボトルとして発売。2017年1月に一旦製造終了したが、同年11月のリニューアルされ販売再開。デザインは4種類の「パーティボトル」仕様となったほか、中身も青りんご果汁が加わったことで、製品名が変更された。 | [ 86 ]            |
| ほんのりシナモンのアップルティー                        | 2015年2月～4月                                                                                              | 500ml                         | キリンビバレッジで初めて製菓メーカーと開発まで踏み込んだコラボレーション製品。パッケージデザインは江崎グリコの「ポッキーミディ バター華やぐぽってりカスタード」とのコラボレーション仕様となっていた。 | [ 87 ]            |
| こだわり素材のピーチティー                              | 2015年4月発売・2016年4月リニューアル                                                                        | 500ml                         | フレーバーティー（果汁0.5%）。日本で発売されているペットボトル入り紅茶飲料で初めてカフェインゼロを実現した。2016年4月のリニューアルでは国産白桃果汁を増量し、果汁1%となった。280mlペットボトルは2016年10月に、500mlペットボトルも2017年3月にそれぞれ製造を終了した。 |                   |
| こだわり素材のヘルシーミルクティー                      | 2015年6月～2019年5月                                                                                        | 500ml                         | カフェインゼロ、カロリーオフを実現したミルクティー。 | [ 88 ]            |
| こだわり素材のマスカットティー                          | 2015年7月発売・2016年6月リニューアル（500mlペットボトルのみ）                                               | 280ml・500ml                  | フレーバーティー（果汁0.5%）。瀬戸内ブランド商品の認定を受けている。夏季限定・中四国エリア限定発売。全国発売していた500mlペットボトルは2015年9月に一旦製造を終了したが、2016年6月にサークルK・サンクス限定製品として数量限定で再発売された。 | [ 89 ]            |
| こだわり素材のアップルティー                            | 2015年9月～12月                                                                                             | 500ml                         | 秋季限定品。 | [ 90 ]            |
| こだわり素材のみかんティー                              | 2015年11月発売                                                                                              | 280ml（静岡県限定）・500ml    | 冬季限定。500mlは2016年3月、280mlも同年4月に製造終了。 | [ 91 ]            |
| ハニーレモンスパークリング                              | 2015年12月～2016年2月                                                                                       | 500ml                         | 紅茶炭酸飲料。表と裏で異なるくまのプーさんデザイン4種類を設定する。 | [ 92 ]            |
| ビターショコラミルクティー                              | 2016年1月～5月                                                                                              | 250gボトル缶                  | | [ 93 ]            |
| 恋のティーグルト                                        | 2016年2月～5月                                                                                              | 500ml                         | 江崎グリコ「ポッキー」とのコラボレーション第2弾。2016年5月に製造終了し、自動販売機限定の小容量仕様「ティーグルト」へ継承。 | [ 94 ]            |
| ティーグルト                                            | 2016年4月～10月                                                                                             | 280ml                         | 先に発売された「恋のティーグルト」の小容量仕様で、自動販売機限定であった。 | [ 95 ]            |
| プレミアムストレート                                    | 2016年4月～2017年4月                                                                                        | 260gボトル缶                  | 自動販売機限定。 | [ 95 ]            |
| おいしいジャスミン                                      | 2016年5月～10月                                                                                             | 430ml                         | ダージリン茶葉とジャスミン茶葉を配合した無糖茶。 | [ 96 ]            |
| こだわり素材のトロピカルティー                          | 2016年7月～9月                                                                                              | 500ml                         | 期間限定品。 | [ 89 ]            |
| こだわり素材の瀬戸内柑橘ティー                          | 2016年9月～11月発売                                                                                         | 500ml                         | 期間限定品 | [ 97 ]            |
| こだわり素材のふじ林檎ティー                            | 2016年11月～2017年1月                                                                                       | 500ml                         | | [ 98 ]            |
| ミルクティードルチェ 和栗モンブラン                     | 2017年1月～5月                                                                                              | 250gボトル缶                  | さしま紅茶を用いた数量限定品 | [ 99 ]            |
| いちごティー                                            | 2017年2月～5月                                                                                              | 500ml                         | フルーツティー（果汁0.1%使用）。 江崎グリコ「ポッキー」とのコラボレーション第3弾。同日に同社から「ポッキー<クリーミーバニラ>」が発売された。 | [ 100 ]           |
| Fruits and Tea リフレッシングピーチ                     | 2017年4月～2018年12月                                                                                       | 500ml                         | | [ 101 ]           |
| ティー ウィズ ミルク                                    | 2017年6月～ 2019年5月                                                                                       | 500ml                         | 食事用に位置付けられており、甘さが抑えられている | [ 102 ]           |
| TEA SODA グレープフルーツ&レモンピール                  | 2017年7月～11月                                                                                             | 500ml                         | フルーツフレーバーの炭酸入り。 | [ 103 ]           |
| チョコミントミルクティー                                | 2017年8月～11月                                                                                             | 350ml                         | ブランド初となるチョコミントフレーバーのミルクティー。期間限定品。 | [ 104 ]           |
| デカフェ ストレートティー                               | 2017年8月発売・2018年8月リニューアル、2021年3月出荷終了。                                                   | 500mlペットボトル             | 「ストレートティー」をベースに、「カフェインクリア製法」によりカフェインをゼロ化した製品。当初は「ストレートティー デカフェ」として発売されていたが、リニューアル後に改名された。 | [ 105 ]           |
| Fruits and Tea リフレッシングアップル                   | 2017年9月～2018年5月                                                                                        | 500ml                         | フルーツティー（りんご果汁1%使用） | [ 106 ]           |
| ホワイトショコラミルクティー                            | 2018年1月～3月                                                                                              | 320ml                         | ホワイトチョコレートフレーバーのミルクティー。冬季限定品 | [ 107 ]           |
| アサイーヨーグルトティー                                | 2018年2月～4月                                                                                              | 500ml                         | 江崎グリコ「ポッキー」とのコラボレーション第4弾。同日に同社から「ポッキー バナナブラン」が発売された。 | [ 108 ]           |
| アイスミルクティー                                      | 2018年4月～8月                                                                                              | 280g缶                        | 自動販売機限定製品。 | [ 109 ]           |
| マンゴーラッシーティー                                  | 2018年7月～9月                                                                                              | 500ml                         | 期間限定のフルーツティー（果汁0.2%）。 |                   |
| Fruit×Fruit TEA オレンジ&ベリー                         | 2018年9月～2019年5月                                                                                        | 500ml                         | フルーツフレーバーティー（果汁0.4%）。 | [ 110 ]           |
| 白ぶどう香るティースパークリング                        | 2018年10月～2019年1月                                                                                       | 450ml                         | ヨーロッパ産マスカット果汁を加えた炭酸飲料で、期間限定品である。ディズニーデザイン仕様で、裏面が10種類設定されていた。 | [ 111 ]           |
| Fruit×Fruit TEA ピーチ&マスカット                       | 2018年11月～2019年9月                                                                                       | 500ml                         | フルーツフレーバーティー。 | [ 112 ]           |
| マスカルポーネ薫るチーズミルクティー                    | 2019年2月～4月                                                                                              | 500ml                         | 江崎グリコ「ポッキー」とのコラボレーション企画第5弾で、同社からは「ポッキー<ほろにがコーヒー&ココア>」が同日に発売された。 | [ 113 ]           |
| シトラスティー                                          | 2019年4月～8月                                                                                              | 280ml                         | 紙パック製品の「サマーシトラスティー」の中身とパッケージデザインを変更した小型ペットボトル入りフルーツティー（無果汁）。自動販売機限定。 |                   |
| Fruit×Fruit TEA アップル&グリーンアップル               | 2019年9月～2020年3月                                                                                        | 500mlペットボトル             | フルーツフレーバーティー | [ 114 ]           |
| 芳醇アップルティー                                      | 2019年9月～2020年3月                                                                                        | 280mlペットボトル             | フルーツフレーバーティー（無果汁）。本品は温冷兼用ボトルが採用されている。自動販売機限定。 | [ 115 ]           |
| ピーチ&ペアティーソーダ                                 | 2019年11月～2020年1月                                                                                       | 450mlペットボトル             | 2種類のフルーツフレーバーを組み合わせたティーソーダ（ピーチ果汁1%使用）。「アナと雪の女王2」のデザインラベル仕様となっており、期間限定となる。 | [ 116 ]           |
| ザ・マイスターズ ミルクティー                           | 2019年3月発売・2020年3月リニューアル                                                                        | 500mlペットボトル             | 微糖タイプのミルクティー。これまでの製品とは異なる太丸形状のペットボトルが採用されている。2020年3月のリニューアルでは、使用する紅茶の10%をウバ茶葉に変更した。2022年3月出荷終了。 | [ 117 ]           |
| ザ・マイスターズ オレンジティー                         | 2020年3月～2021年4月                                                                                        | 500mlペットボトル             | 微糖タイプのオレンジフレーバーティー（無果汁）。 | [ 117 ]           |
| ザ・マイスターズ ミルクティー ホット                    | 2020年9月～2021年3月                                                                                        | 400ml加温ペットボトル         | 「ザ・マイスターズ ミルクティー」のホット仕様。 |                   |
| ザ・マイスターズ フルーツティー                         | 2021年4月～2022年3月                                                                                        | 500mlペットボトル             | りんご・レモン果汁（果汁0.5%）、およびもも・マスカット・いちごエキスを使用した微糖タイプのフルーツティー。 |                   |
| ザ・マイスターズ フルーツティー ホット                  | 2021年9月～2022年3月                                                                                        | 400ml加温ペットボトル         | 「ザ・マイスターズ フルーツティー」のホット仕様。レギュラーシリーズや「おいしい無糖」のホット同様、発売日より「#午後ティーありがとうボトル」での展開となる。 | [ 118 ]           |
| マスカットティーソーダ                                  | 2021年10月～2022年1月                                                                                       | 450mlペットボトル             | ヨーロッパ産マスカット果汁（果汁2%）を加えた数量限定のティーソーダで、「白ぶどう香るティースパークリング」の実質的な後継製品にあたる。 「#午後ティーありがとうボトル」の一つとして、パッケージにはディズニー映画『白雪姫』に登場する七人のこびと、『ピーター・パン』、『アラジン』の3種類が設定されており、表裏でデザインが異なる。 | [ 119 ]           |
| Fruit×Fruit TEA 白桃&黄桃                               | 2021年11月～2022年3月                                                                                       | 500mlペットボトル             | 白桃果汁（果汁1%）と黄桃の香りを加えたフルーツティー。裏面に「Thank You」の文字を配した「#午後ティーありがとうボトル」仕様での発売となる。数量限定発売。 | [ 120 ]           |
| まろやか白桃ミルクティー                                | 2022年2月～6月                                                                                              | 500mlペットボトル             | ピーチフレーバーのミルクティー（無果汁）。期間限定品 | [ 121 ]           |
| ミルクティー 微糖                                       | 2022年4月発売、2023年2月出荷終了。                                                                          | 500mlペットボトル             | レギュラーシリーズの「ミルクティー」に比べてカロリーを50%オフとした微糖タイプのミルクティー。 | [ 122 ]           |
| 季節のご褒美 FRUITS TEA シトラス                        | 2022年7月～9月                                                                                              | 500mlペットボトル             | グレープフルーツ&レモンフレーバーのフルーツティー（果汁0.5%）。数量限定品。 | [ 123 ]           |
| 芳醇白桃ティーソーダ                                    | 2022年10月～2023年1月                                                                                       | 500mlペットボトル             | 国産白桃果汁を使用したティーソーダ（果汁0.5%）。ディズニーキャラクターが描かれた「午後ティーありがとうボトル 2022」仕様での発売となり、3種類のデザインが設定されていた。数量限定品。 | [ 124 ]           |
| 季節のご褒美 FRUITS TEA ラ・フランス                    | 2022年12月～2023年2月                                                                                       | 500mlペットボトル             | 山梨県産ラ・フランスの果汁を使用したフルーツティー（果汁0.5%）。数量限定品。 | [ 125 ]           |
| TEA SELECTION アールグレイアイスティー                  | 2023年7月～10月                                                                                             | 500mlペットボトル             | キャンディ茶葉（65%）・ディンブラ茶葉（25%）・ウバ茶葉（10%）の3種類のスリランカ産茶葉を100%使用した無糖ストレートティー。期間限定品。 | [ 126 ]           |
| TEA SELECTION チョコレートティーラテ                    | 2024年1月30日                                                                                               | 400mlペットボトル             | チョコレートフレーバーを配合。期間限定品。 | [ 127 ]           |

| 商品名                  | 販売時期                                                                         | 容量                                         | 備考 | 注 |
| ----------------------- | -------------------------------------------------------------------------------- | -------------------------------------------- | --- | -- |
| あったかい おいしい無糖 | 2012年10月発売・2013年9月リニューアル                                            | 280ml加温ペットボトル・345ml加温ペットボトル | 「おいしい無糖」のホット仕様品。ホット仕様に合わせてアッサム茶葉65%、ディンブラ茶葉31%のブレンド比率としたうえに、茶葉量を「おいしい無糖」の1.4倍に増量した。2013年9月にリニューアルし、使用する茶葉を「おいしい無糖」と同じダージリン（40%使用）に変更し、秋摘みのダージリン「ダージリンオータムナル」も15%使用する。サイズラインナップも前年からの280mlに加え、345mlが新設された。寒候期の発売製品のため、280ml加温ペットボトルは2014年3月、345ml加温ペットボトルも同年4月で製造終了。同年9月の販売再開時に「あたたかい おいしい無糖」に改名。 |    |
| あたたかい おいしい無糖 | 2014年9月発売・2015年9月・2016年9月・2017年9月・2018年9月・2019年9月リニューアル | 400ml加温ペットボトル                        | 2014年4月まで発売されていた「おいしい無糖」のホット仕様品「あったかい おいしい無糖」を、販売再開に合わせてレギュラーシリーズのホット仕様品と同じ「あたたかい」を用いた製品名に統一するために改名。280ml加温ペットボトルは2015年3月に製造終了した。2018年9月のリニューアル時には容量が345mlから400mlに増量された。2020年3月製造終了。同年9月の販売再開時に「おいしい無糖 ホット」へ改名した。 |    |
| おいしい無糖 ホット     | 2020年9月発売・2022年9月改良                                                     | 400ml加温ペットボトル                        | 2020年3月まで発売されていた「あたたかい おいしい無糖」を販売再開に合わせてパッケージデザインと製品名を変更したもの。中身は2019年時の「あたたかい おいしい無糖」から変更はない。2021年3月に一旦出荷を終了したが、同年9月より出荷再開し再発売。レギュラーシリーズのホット同様に、再開日より「#午後ティーありがとうボトル」での展開となる。2022年3月に出荷終了も、同年9月にリニューアルの上で再発売された。2023年4月出荷終了。 |    |

| 商品名                                | 販売時期                                                                                | 容量           | 備考 | 注      |
| ------------------------------------- | --------------------------------------------------------------------------------------- | -------------- | --- | ------- |
| エスプレッソティー                    | 2010年2月発売・同年9月・2011年4月・同年9月・2012年3月・2013年1月・2014年3月リニューアル | 185g缶・190g缶 | 2014年3月のリニューアル時に内容量を185gに減容した。2016年10月製造終了。2021年3月に発売された「エスプレッソティー微糖」が実質的な後継製品となる。 | [ 128 ] |
| エスプレッソティー・ラテ              | 2010年9月～2011年6月                                                                    | 190g缶         | | [ 128 ] |
| エスプレッソティー・アイスラテ        | 2011年6月～10月                                                                         | 190g缶         | 「エスプレッソティー・ラテ」を、季節に合わせてリニューアルした夏季限定品。                                                                       | [ 129 ] |
| エスプレッソティー・ブラック 無糖     | 2011年4月発売                                                                           | 190g缶         | 無糖・ブラックタイプ。 |         |
| エスプレッソティー・ウィズ レモン     | 2011年10月～2012年5月                                                                   | 190g缶         | 早摘みレモン果汁（果汁1%）を加えたもの。 |         |
| エスプレッソティー・冬のほろにがラテ  | 2011年10月～2012年5月                                                                   | 190g缶         | 焦がし砂糖を加えたラテタイプ。冬季限定品。 |         |
| エスプレッソティー・贅沢クリームラテ  | 2012年5月～2013年8月                                                                    | 190g缶         | 乳飲料規格 |         |
| エスプレッソティー・アールグレイ      | 2012年10月～2015年3月                                                                   | 190g缶         | エスプレッソ抽出された紅茶にアールグレイを加えたもの。                                                                                           |         |
| エスプレッソティー・ウィズ キャラメル | 2013年10月～2014年2月                                                                   | 185g缶         | | [ 130 ] |

| 商品名                              | 販売時期              | 容量              | 販売店                                                                                        | 備考 | 注      |
| ----------------------------------- | --------------------- | ----------------- | --------------------------------------------------------------------------------------------- | --- | ------- |
| オリエンタルマンゴーティー          | 2014年5月発売         | 350ml             | 「サークルK」、「サンクス」                                                                   | サークルKサンクスとの共同開発製品 | [ 131 ] |
| ザ・パンジェンシー 初摘みダージリン | 2012年10月～2013年3月 | 400gボトル缶      | セブン-イレブン、イトーヨーカドー、シェルガーデン                                             | セブン&アイグループとの共同開発製品 | [ 132 ] |
| アイスチャイ                        | 2015年7月             | 500mlペットボトル | ファミリーマート                                                                              | ファミリーマートとの共同開発製品。2013年・2014年に発売された「チャイ・ティーラッテ」のリニューアル品。                                                      | [ 133 ] |
| アールグレイ 無糖                   | 2016年5月             | 460ml             | セブン‐イレブン、イトーヨーカドー、そごう・西武、シェルガーデン、ヨークベニマル、ヨークマート | セブン&アイ・ホールディングスと共同開発。同社のプライベートブランド「セブンプレミアム」とのダブルブランド製品。                                             | [ 134 ] |
| アールグレイ 甘くないミルクティー   | 2016年5月             | 460ml             | セブン‐イレブン、イトーヨーカドー、そごう・西武、シェルガーデン、ヨークベニマル、ヨークマート | セブン&アイ・ホールディングスと共同開発。同社のプライベートブランド「セブンプレミアム」とのダブルブランド製品。                                             | [ 134 ] |
| おいしい無糖 レモン                 | 2020年9月～2021年8月  | 600mlペットボトル | セブン&アイ・ホールディングスのグループ店舗                                                   | 「おいしい無糖」にレモンエキスを加えたレモンフレーバーの無糖紅茶（無果汁）。限定品。「おいしい無糖 香るレモン」として、特定の店舗に限定しない形に移行した。 | [ 135 ] |
| アールグレイミルクティー            | 2021年9月～2022年10月 | 400mlペットボトル | セブン&アイグループのグループ店舗                                                             | ウバ茶葉40%・アッサム紅茶24%を使用し、レギュラーシリーズよりも甘さを控えた温冷兼用ミルクティー。                                                            | [ 136 ] |
| おいしい無糖 レモン&ハーブ          | 2022年6月～2023年2月  | 400gボトル缶      | セブン&アイ・ホールディングスのグループ店舗                                                   | | [ 33 ]  |

##### スペシャルシリーズ
| 商品名                           | 販売時期                             | 容量                   | 備考 | 注      |
| -------------------------------- | ------------------------------------ | ---------------------- | --- | ------- |
| カムカムレモンティー             | 2006年4月発売・2007年4月リニューアル | 460ml                  | レモン果汁の代わりにカムカム果汁を加えたレモンティー。チルド製品の「Sweet&Zero カムカムレモンティー」への統合のため、2011年4月製造終了。                                              |         |
| 茶葉2倍ミルクティー <ウバ100%>   | 2006年6月発売                        | 460ml                  | 秋冬限定発売だった「ロイヤル」と違って通年販売であった。2008年9月のリニューアル時に、使用茶葉がウバとアッサムのブレンド茶葉に変更されたことから、商品名から『<ウバ100%>』が外された。 |         |
| 凍結ストレートレモン             | 2006年6月発売                        | 460ml                  | ローソンで期間限定発売。 |         |
| スパークリングレモン             | 2006年7月発売                        | 410ml                  | 炭酸紅茶飲料。無糖・カロリーゼロを維持するため、香料などの添加物によってレモンの味と香りを再現している。                                                                              |         |
| ダージリンスパークリング         | 2007年7月発売                        | 410ml                  | 炭酸紅茶飲料。こちらはレギュラーシリーズ同様にレモン果汁を使用している | [ 137 ] |
| ダブルベルガモット               | 2007年9月発売                        | 460ml                  | 元々ベルガモットで香り付けされているアールグレイ紅茶に、さらにベルガモット果汁を少量添加したもの。                                                                                    | [ 138 ] |
| ジンジャーレモン<はちみつ仕立て> | 2008年10月発売                       | 460ml・280ml（ホット） | レモンティーをベースに、蜂蜜・カリンエキス・ショウガエキス（香辛料抽出物）を配合。 | [ 139 ] |
| アップル・カモミール             | 2009年1月発売                        | 460ml                  | アップルティーをベースに、リンゴ果汁とカモミールエキスを配合。 |         |

#### 紙パック
かつては製造・販売について小岩井乳業に委託（販売者の名義はキリンビバレッジ）していた。2011年頃からは江崎グリコに販売委託している。なお、沖縄県では発売されていなかった。また、2008年9月以降に発売された商品（かつて展開していたT-BOXシリーズも含む）には、パック上部に「ストローぐち」が付いている。
| 商品名                                                | 販売時期                                                       | 容量          | 備考 | 注              |
| ----------------------------------------------------- | -------------------------------------------------------------- | ------------- | --- | --------------- |
| ロイヤル                                              |                                                                | 250mlパック   | |                 |
| ミルクティー50                                        | 2005年3月                                                      | 1000ml／200ml | | [ 142 ]         |
| ホワイトグレープフルーツティー                        | 2006年4月・2007年8月発売                                       | 500ml         | | [ 143 ]         |
| ネーブルオレンジティー                                | 2006年5月                                                      | 500ml         | | [ 144 ]         |
| パイン&マンゴーティー                                 | 2006年7月                                                      | 500ml         | 東北～関西地域向けに夏季限定品として発売された | [ 145 ]         |
| ヨーロピアンペアーティー                              | 2006年9月・2007年9月                                           |               | |                 |
| コンコードグレープティー                              | 2006年12月                                                     | 500ml         | | [ 146 ]         |
| ピーチメルバティー                                    | 2007年3月                                                      | 500ml         | | [ 147 ]         |
| ピンクグレープフルーツティー                          | 2007年2月                                                      | 500ml         | | [ 148 ]         |
| マンゴー&オレンジティー                               | 2007年6月                                                      |               | |                 |
| コンコード&マスカットティー                           | 2007年12月                                                     |               | |                 |
| T-BOX 果汁がおいしいアップルティー                    | 2008年4月                                                      |               | |                 |
| T-BOX ミルクが主役のミルクティー                      | 2008年4月発売・9月リニューアル                                 |               | |                 |
| T-BOX ピールが香るレモンティー                        | 2008年6月発売・9月リニューアル                                 |               | |                 |
| T-BOX イチゴとカシスのベリーティー                    | 2008年11月                                                     |               | | [ 149 ]         |
| 微糖ストレートティー                                  | 2009年3月発売・2009年9月リニューアル・2010年3月リニューアル    |               | 2010年9月に「Sweet&Zeroストレートティー」へ継承。 |                 |
| 微糖マンゴーティー                                    | 2009年6月                                                      |               | 沖縄県を除く | [ 150 ]         |
| 微糖レモンティー                                      | 2009年3月・2010年3月リニューアル                               |               | |                 |
| 微糖アップルピーチティー                              | 2009年10月                                                     | 500ml         | | [ 151 ]         |
| 微糖ベリーティー                                      | 2009年12月                                                     |               | | [ 152 ]         |
| 微糖ミルクティー                                      | 2010年2月                                                      |               | 元々はペットボトル製品で展開していたが、「ヘルシーミルクティー」の発売に伴ってチルド製品に移行した。2010年9月に「Sweet&Zeroミルクティー」へ継承。 |                 |
| 微糖マンゴー&ゴールデンパインティー                   | 2010年5月                                                      | 500ml         | マンゴー果汁とゴールデンパイン果汁を合計0.3%使用。夏季限定。 | [ 153 ]         |
| クリアストレート（無糖）                              |                                                                |               | 飲食店など業務用向けがメイン。「無糖ストレートティー」に統合の為、2010年8月製造終了。 |                 |
| 微糖ピーチ&アールグレイティー                         | 2010年8月                                                      | 500ml         | 果汁0.6%使用。季節限定品。 | [ 154 ]         |
| Sweet&Zero ストレートティー                           | 2010年9月・2011年5月リニューアル                               | 500ml         | 2011年5月にリニューアルを行ったが、東日本大震災の影響により当初の予定から6週間遅れの発売となった。同年9月に「Break on the Desk ストレートティー」へ継承。                                                                                             | [ 155 ]         |
| Sweet&Zero ミルクティー                               | 2010年9月・2011年5月リニューアル                               | 500ml         | 2011年5月にリニューアルを行ったが、東日本大震災の影響により当初の予定から8週間遅れの発売となった。同年9月に「Break on the Desk ミルクティー」へ継承。                                                                                                 | [ 156 ] [ 155 ] |
| Sweet&Zero カムカムレモンティー                       | 2010年10月・2011年4月リニューアル                              | 500ml         | 2011年4月にリニューアルを行ったが、東日本大震災の影響により当初の予定から5週間遅れの発売となった。 | [ 155 ]         |
| Sweet&Zero とろける ラ・フランスティー                | 2010年11月                                                     |               | 季節限定品 | [ 157 ]         |
| Sweet&Zero ジュエリーマスカットティー                 | 2011年3月                                                      |               | 季節限定品 | [ 158 ]         |
| Sweet&Zero ティーカクテルズ すっきりパイン&マンゴー   | 2011年6月                                                      |               | 季節限定品 | [ 159 ]         |
| Sweet&Zero ティーカクテルズ さわやかシャルドネ&ピーチ | 2011年7月                                                      |               | 季節限定品 | [ 159 ]         |
| Break on the Desk ミルクティー                        | 2011年9月                                                      | 500ml         | | [ 160 ]         |
| Break on the Desk ハーブレモンティー                  | 2011年9月                                                      | 500ml         | | [ 160 ]         |
| Break on the Desk ストレートティー                    | 2011年9月・2012年3月リニューアル                               | 500ml         | 「シンプルセレクト ストレートティー」へ継承。 | [ 160 ] [ 161 ] |
| ティーグルト 朝のさわやかピーチ                       | 2011年10月                                                     |               | | [ 162 ]         |
| ティーカクテルズ とろけるアップル&ライチ              | 2011年11月                                                     |               | | [ 163 ]         |
| ティーグルト 朝のシャキッとアップル                   | 2012年1月                                                      |               | |                 |
| ティーカクテルズ 甘酸っぱいさくらんぼ&ピーチ          | 2012年2月                                                      | 500ml         | ティーカクテルズ シリーズ第4弾 | [ 164 ]         |
| Break on the Desk ショコラミルクティー                | 2012年3月                                                      | 500ml         | 「ティーパーラー ショコラミルクティー」へ継承。 | [ 165 ]         |
| Break on the Desk グレープフルーツリフレッシュ        | 2012年3月                                                      | 500ml         | | [ 161 ]         |
| ティーグルト 朝のはじけるマンゴー                     | 2012年4月                                                      |               | |                 |
| ティーカクテルズ 実りの巨峰&マスカット                | 2012年8月                                                      | 500ml         | | [ 166 ]         |
| ティーパーラー ショコラミルクティー                   | 2012年9月                                                      |               | |                 |
| ティーパーラー ダブルグレープフルーツティー           | 2012年10月                                                     |               | |                 |
| シンプルセレクト ストレートティー                     | 2012年11月                                                     |               | 「ストレートティー（チルド製品）」へ継承のため、2013年8月製造終了。 |                 |
| ティーパーラー アップルフロートティー                 | 2012年11月                                                     |               | |                 |
| シンプルセレクト レモンティー                         | 2012年11月～2013年2月                                          |               | |                 |
| シンプルセレクト ミルクティー                         | 2012年11月～ 2013年2月                                         |               | |                 |
| ティーパーラー 焦がしキャラメルミルクティー           | 2012年12月                                                     |               | |                 |
| ティーパーラー ピーチ&ピーチティー                    | 2013年1月～3月                                                 |               | |                 |
| ティーパーラー バナナショコラミルクティー             | 2013年2月～4月                                                 |               | |                 |
| ティーパーラー カラフルレインボーティー               | 2013年3月～5月                                                 |               | |                 |
| ティーパーラー ピーチミルクティー                     | 2013年4月～6月                                                 |               | |                 |
| ティーパーラー パイン&マンゴーティー                  | 2013年5月～7月                                                 | 500ml         | | [ 167 ]         |
| ティーパーラー カムカムレモンティー                   | 2013年6月～8月                                                 | 500ml         | 以前発売されていた「Sweet&Zero カムカムレモンティー」の実質的な後継製品であった。 | [ 167 ]         |
| ティーパーラー サマーミルクティー                     | 2013年7月～8月                                                 |               | |                 |
| ティーパーラー 巨峰&マスカットティー                  | 2013年8月～10月                                                |               | |                 |
| ストレートティー                                      | 2013年9月発売・2015年3月・2017年3月・2018年1月リニューアル     |               | |                 |
| ショコラミルクティー                                  | 2013年9月～11月                                                |               | 「ティーパーラー ショコラミルクティー」の実質的な後継製品。 |                 |
| おやつティー・ラテ                                    | 2013年9月～2014年2月                                           |               | 乳飲料規格。シリーズで初となる紙製容器「P-Can」を採用した飲みきりサイズで、パッケージデザインが3種類用意されていた。本品は東京グリコ乳業株式会社に製造を委託していた（乳飲料規格のため、パッケージ裏面に製造業者名が記載されている）。                |                 |
| アップル&ライチ                                       | 2013年10月～12月                                               |               | 「ティーカクテルズ とろけるアップル&ライチ」の実質的な後継製品。 |                 |
| 焦がしキャラメルミルクティー                          | 2013年11月～2014年1月                                          |               | 「ティーパーラー 焦がしキャラメルミルクティー」の実質的な後継製品。 |                 |
| ジュエリーマスカットティー                            | 2013年12月～2014年2月                                          |               | |                 |
| SPRING BLOSSOM さくら香るピーチティー                 | 2014年3月～5月                                                 | 500ml         | 写真集「ニナデジ」とのコラボレーション製品で、パッケージには蜷川実花のビジュアルを採用した3種類のパッケージデザインが設定されていた。 | [ 171 ]         |
| ミルクにあう濃いアイスティー                          | 2014年4月～6月                                                 | 1000ml        | シリーズ初となる1000mlチルド紙パック入り製品。 | [ 172 ]         |
| SUMMER BRIGHT 爽やかオレンジwithレモン                | 2014年5月～8月                                                 |               | 写真集「ニナデジ」とのコラボレーションシリーズ第2弾の製品で、蜷川実花のビジュアルを採用した3種類のパッケージデザインが設定されていた。 |                 |
| AUTUMN JUICY 実りの巨峰&マスカット                    | 2014年8月～11月                                                |               | 写真集「ニナデジ」とのコラボレーションシリーズ第3弾の製品で、蜷川実花のビジュアルを使用した3種類のパッケージデザインが設定されていた。なお、本品は2013年10月に発売された「ティーパーラー 巨峰&マスカットティー」の実質的な後継製品でもあった。        |                 |
| WINTER SHINY 豊潤アップル with アプリコット           | 2014年11月～2015年3月                                          |               | 写真集「ニナデジ」とのコラボレーションシリーズ第4弾の製品で、パッケージに蜷川実花のビジュアルを採用し、3種類のパッケージデザインが設定されていた。 |                 |
| 春をいただく とちおとめティー                         | 2015年3月～4月                                                 |               | | [ 173 ]         |
| 夏をいただく 日向夏ティー                             | 2015年5月～8月                                                 |               | |                 |
| 秋をいただく 巨峰ティー                               | 2015年8月～11月                                                |               | |                 |
| 冬をいただく ふじ林檎ティー                           | 2015年11月                                                     |               | |                 |
| 大人の焼きショコラミルクティー                        | 2015年12月                                                     |               | | [ 174 ]         |
| 大人のストロベリーティー                              | 2016年2月～4月                                                 |               | |                 |
| 大人のアイスチャイ                                    | 2016年4月～6月                                                 | 500ml         | | [ 175 ]         |
| 大人の芳醇シャルドネ                                  | 2016年6月～9月 2019年8月～10月製造終了                         | 550ml→500ml   | フルーツティー（果汁0.1%）。季節限定品。発売当初は通常よりも10%多い550mlの増量パックで発売された。2016年9月に一旦製造終了したのち、2019年8月に500ml紙パックで発売された。                                                                             | [ 176 ] [ 177 ] |
| 大人のこだわりミルクティー                            | 2016年9月発売                                                  | 500ml         | ディズニーキャラクターのデザインパッケージを採用した期間限定品。 | [ 178 ]         |
| 大人のアップルティー                                  | 2016年11月発売・2017年11月・2018年10月・2019年10月リニューアル | 500ml         | りんご果汁を0.1%使用したフルーツフレーバーティー。2016年11月から2017年2月、同年11月から2018年1月、同年10月から2019年1月と季節限定ながら3度発売されてきた。4度目の発売となる2019年10月のリニューアルでは、表裏で異なるパッケージデザインに変更された。 | [ 179 ]         |
| さくら香るいちごミルクティー                          | 2017年2月～5月                                                 | 500ml         | フレーバーミルクティー（無果汁）。本品では人工甘味料を不使用化している。 | [ 180 ]         |
| 巨峰ティー with ベリー                                | 2017年9月発売・2018年8月リニューアル、2019年1月製造終了。      | 500ml         | カロリーゼロ設計のフルーツティー（果汁0.1%）。2017年11月で一度製造を終了していたが、リニューアルを受けて再発売された。 | [ 181 ] [ 182 ] |
| ショコラミルクティー                                  | 2018年1月発売・2019年1月リニューアル                           | 500ml         | ガーナ産ココアパウダーを用いたデザートミルクティー。冬季限定品。2018年3月で一旦製造を終了していたが、2019年1月にパッケージデザインをリニューアルして再発売された。                                                                                    | [ 183 ]         |
| サマーシトラスティー                                  | 2017年5月発売                                                  | 550ml→500ml   | カロリーゼロ設計のフルーツティー（果汁0.1%）。発売当初は通常品よりも10%多い550ml入りの増量パックで発売されていたが、2018年4月のリニューアル時に500mlとなった。夏の期間限定品ながら4年連続発売されており、2020年4月に再発売された。                    | [ 184 ] [ 185 ] |

#### チルドカップ
- ザ・リッチ（2013年12月発売[186]） - シリーズ初のチルドカップ入りミルクティー。乳飲料規格。2014年7月[187]、2015年2月と2回リニューアルされ、2回目のリニューアルでは金を基調としたパッケージに刷新。中身も変更された。2015年10月製造終了。
- ザ・リッチ エスプレッソ（2014年4月） - 乳飲料規格。2014年10月製造終了
- ザ・リッチ 焦がしキャラメル（2014年10月発売） - 「ザ・リッチ」をベースに焦がしキャラメルを加えた冬季限定品。2015年3月製造終了。
- ザ・リッチ 3種のベリー（2015年3月発売） - 「ザ・リッチ」をベースに3種類のベリー（果汁0.1%）を加えたもの。2015年7月製造終了。
- ザ・リッチ ひんやり水だしミント（2015年7月発売） - ウバ茶葉を100%使用して淹れた紅茶にペパーミントを加えたもの[188]。乳飲料規格。
- ティードルチェ ショコララテ（2015年10月発売） - チルドカップ入り紅茶の新シリーズ「ティードルチェ」の第1弾。乳飲料規格。パッケージにはヒグチユウコのイラストを起用している[189]。2016年1月製造終了。
- ティードルチェ クレームブリュレ（2016年1月発売） - ヒグチユウコのイラストを起用した「ティードルチェ」シリーズの第2弾。乳飲料規格。2016年3月製造終了。

## 広報
キリンは本製品の広報活動の一環としてSNSを運用している。2014年4月1日にはエイプリルフールのネタとして、公式Twitterに画像つきで『午前の紅茶』を発売する旨を投稿した。画像つきで投稿されたため、実際に発売されたと思いこんで、店頭に赴く者まで現れた。
また、キリンは他の企業と組んで本製品の宣伝を行うこともあった。2015年にはWii U用のアクションゲーム『スプラトゥーン』の期間限定イベント「フェス」第3回はキリンが協賛としてかかわっており、お題として「午後の紅茶 レモンティー vs 午後の紅茶 ミルクティー」が提示された。
2024年には、名古屋鉄道と尾張旭市による地域活性化包括連携に加わり、本製品のPRラッピングを施した「あさぴートレイン」と「紅茶鉄道」が運行された。
期間限定のストアやイベントが開かれた例もあり、たとえば2015年8月に原宿で展開された『午後の紅茶 kakigōri produced by yelo』は、六本木のかき氷専門店yelo監修の元、レギュラーシリーズ3製品を凍らせて作った氷に、それぞれの味に合わせたシロップをかけたかき氷が販売された。また、2024年12月には、当時放送されていたCMをモチーフとした体験イベント「冬のあったかいミルクティースタンド」が原宿八角館にて展開された。

### 歴代イメージキャラクター

#### 現在
- 中条あやみ（2022年〜）
- 目黒蓮（2023年〜）

#### 過去
- マイケル・J・フォックス （1992年[194]）
- 小泉今日子 - 約5年間つとめる、抽選で4種類のコイズミトランクが送られた[7][5]
- 岡本健一（1992年[195]）
- CHARA(2000年[54]) - CMソングとして「大切をきずくもの」が起用。
- オードリー・ヘプバーン(2000年[54]) - ローマの休日を一部再現した[5]
- 高橋マリ子
- BoA ※ベビーリーフシリーズ
- 優香（2002年[59]）
- ブリトニー・スピアーズ  - G.G.Teaシリーズ[60][11]
- 松浦亜弥（2003年4月〜2008年3月） 
  - 小ポッポ - 2004年春のキャンペーンキャラクター[196]。キャラクターデザインは、「どこでもいっしょ」シリーズの開発を手掛けた株式会社ビサイドが担当。
  - 森光子（2007年） - 松浦亜弥との共演。
  - ルー大柴（2007年） - 松浦亜弥との共演。
- 蒼井優（2008年4月〜2015年3月）
- 亀梨和也（2012年3月〜2015年3月）
- 早見あかり（2015年3月〜2016年2月）
- 大原櫻子（2015年3月〜2016年2月）
- 季葉（2015年3月〜2016年2月）
- 松本潤（2016年2月〜2017年）[197]
- 西内まりや（2016年）
- 上白石萌歌（2016年）[198]
- 宮崎あおい（2017年） - テレビアニメ『一休さん』OPテーマ『とんちんかんちん一休さん』をBGMに使用、同アニメのアイキャッチでの台詞「慌てない慌てない、一休み一休み」を使用。
- 高良健吾（2018年）
- 斉藤慎二（2018年）
- 新木優子（2018年6月〜2020年）
- Poppin'Party（2019年冬[199]）
- 深田恭子（2019年〜2020年）
- リリー・フランキー（2019年〜2020年）
- 南沙良（2019年〜2021年）
- 清原果耶（2021年〜2022年）

## その他
- 2008年、中華人民共和国で製造された『午後の紅茶 ミルクティー』からメラミンが検出されたとオーストラリア食品安全基準当局（英語版）が発表[200]。キリンビバレッジ広報部は、中華人民共和国で製造した同製品をオーストラリアには正規ルートでの輸出はないと述べ、事実関係や確認を進めるとした[200]。
- 大阪国際がんセンターによると、『午後の紅茶 ミルクティー』の濁り具合が程よく、膵臓においての超音波検査に適しているため、膵臓がんの早期発見に貢献していることが、2021年9月に報じられた[201]。
- 神奈川県高座郡寒川町にあるキリンビバレッジ湘南工場では、本製品の製造ラインや製造設備を見学したり、ストレートティー、ミルクティー、レモンティーの試飲ができる『午後の紅茶ツアー』が実施されており、無料で見学可能となっているほか、小学生を対象とした社会科見学ツアーも実施されている[202]。